# Schrattenbach (Oostenrijk)
Schrattenbach is een gemeente in de Oostenrijkse deelstaat Neder-Oostenrijk, gelegen in het district Neunkirchen (NK). De gemeente heeft ongeveer 376 inwoners.

## Geografie
Schrattenbach heeft een oppervlakte van 10,81 km². Het ligt in het oosten van het land, ten zuidwesten van de hoofdstad Wenen.
Altendorf · Aspang-Markt · Aspangberg-Sankt Peter · Breitenau · Breitenstein · Buchbach · Bürg-Vöstenhof · Edlitz · Enzenreith · Feistritz am Wechsel · Gloggnitz · Grafenbach-Sankt Valentin · Grimmenstein · Grünbach am Schneeberg · Höflein an der Hohen Wand · Kirchberg am Wechsel · Mönichkirchen · Natschbach-Loipersbach · Neunkirchen · Otterthal · Payerbach · Pitten · Prigglitz · Puchberg am Schneeberg · Raach am Hochgebirge · Reichenau an der Rax · Scheiblingkirchen-Thernberg · Schottwien · Schrattenbach · Schwarzau am Steinfeld · Schwarzau im Gebirge · Seebenstein · Semmering · Sankt Corona am Wechsel · Sankt Egyden am Steinfeld · Ternitz · Thomasberg · Trattenbach · Warth · Wartmannstetten · Willendorf · Wimpassing im Schwarzatale · Würflach · Zöbern